# Leander Engström
Per Leander Engström (27. februar 1886 i Ytterhogdal - 6. februar 1927 i Stockholm) var en svensk maler.
Han er begravet på Skogskyrkogården i Stockholm.